# Nova Kotelnea, Andrușivka
Nova Kotelnea (în ucraineană Нова Котельня) este o comună în raionul Andrușivka, regiunea Jîtomîr, Ucraina, formată numai din satul de reședință.

## Demografie
Componența lingvistică a satului Nova Kotelnea
     Ucraineană (98,5%)
     Rusă (1,5%)
Conform recensământului din 2001, majoritatea populației satului Nova Kotelnea era vorbitoare de ucraineană (98,5%), existând în minoritate și vorbitori de rusă (1,5%).